# Principato vescovile di Paderborn
Il Principato vescovile di Paderborn (in tedesco: Hochstift o Fürstbistum Paderborn, in latino: Archidioecesis Paderbornensis) fu uno stato ecclesiastico del Sacro Romano Impero, nella Vestfalia orientale, fondato nel X secolo, con capitale Paderborn. Dal XVI secolo, lo stato faceva parte del circolo imperiale del Basso Reno-Vestfalia.
Fra il 1802 e 1803 il principato venne secolarizzato dall'imperatore Francesco d'Asburgo su iniziativa politica di Napoleone (nell'ambito della secolarizzazione di tutti i principati ecclesiastici del Sacro Romano Impero in seguito al Trattato di Lunéville del 1801), che lo annesse alla Prussia e nel 1807 al Regno di Vestfalia, e nel 1813 nuovamente alla Prussia.

## Storia

### Le origini
La diocesi di Paderborn fu fondata nel 799 da papa Leone III, ivi recatosi, in fuga da Roma, per incontrarare Carlo Magno. Nei primi anni fu subordinata al vescovo di Würzburg. Tra l'815 e l'862, Paderborn riceve un decreto di speciale protezione imperiale da parte dell'imperatore Ludovico il Pio, e nell'881, il vescovato viene confermato come contea. Nel 974 l'imperatore Ottone II accorda il diritto di libera elezione dei vescovi. La diocesi includeva la maggior parte di Lippe, Waldeck e quasi metà della Contea di Ravensberg.

### La lotta per la supremazia e i conflitti con l'arcivescovato di Colonia
Nel 1180, quando il Ducato di Sassonia cessò di esistere, i diritti che il vecchio ducato aveva esercitato su Paderborn furono trasferiti all'Elettorato di Colonia. Le rivendicazioni degli arcivescovi di Colonia si caratterizzarono nel XIII secolo, quasi a favore di Paderborn. Sotto Bernhard II di Ibbenbüren (1198-1204) il baliaggio sulla diocesi, che dalla metà dell'XI secolo era stato tenuto in feudo dai Conti di Arnsberg, tornò ai vescovi. Questo fu un progresso importante nello sviluppo della posizione dei vescovi come governanti, che andava oltre la loro funzione temporale. Da quel momento in poi i vescovi non concessero il baliaggio come feudo, ma lo gestirono da soli, e si fecero rappresentare nel governo da uno dei loro sacerdoti. I vescovi si sforzavano con successo di ottenere baliaggi sulle abbazie e sui monasteri situati nella loro diocesi.
Il vescovo Otto von Rietberg, nel 1281, quando era solo vescovo eletto, ricevette le insegne da Rodolfo d'Asburgo e il pieno potere giudiziario (eccetto la giustizia penale). Dopo la sconfitta del arcivescovo di Colonia nella battaglia di Worringen del 1288, i vescovi di Paderborn divennero sempre più sovrani, sebbene non su tutta la diocesi. Bernardo V di Lippe (1321-41) istituì una prima costituzione territoriale ("Privilegium Bernhardi"). Tuttavia ha dovtte riconoscere la città di Paderborn come libera dalla sua supremazia giudiziaria. Heinrich III Spiegel zum Desenberg (1361-80), anche abate di Corvey, lasciò le sue funzioni spirituali ad un suffraganeo; nel 1371 ricostruì il Burg Neuhaus a Paderborn. Simone II, conte di Sternberg (1380-89), coinvolse il vescovato in faide con la nobiltà, che dopo la sua morte devastò il paese.

#### La crisi espansionistica e le epidemie

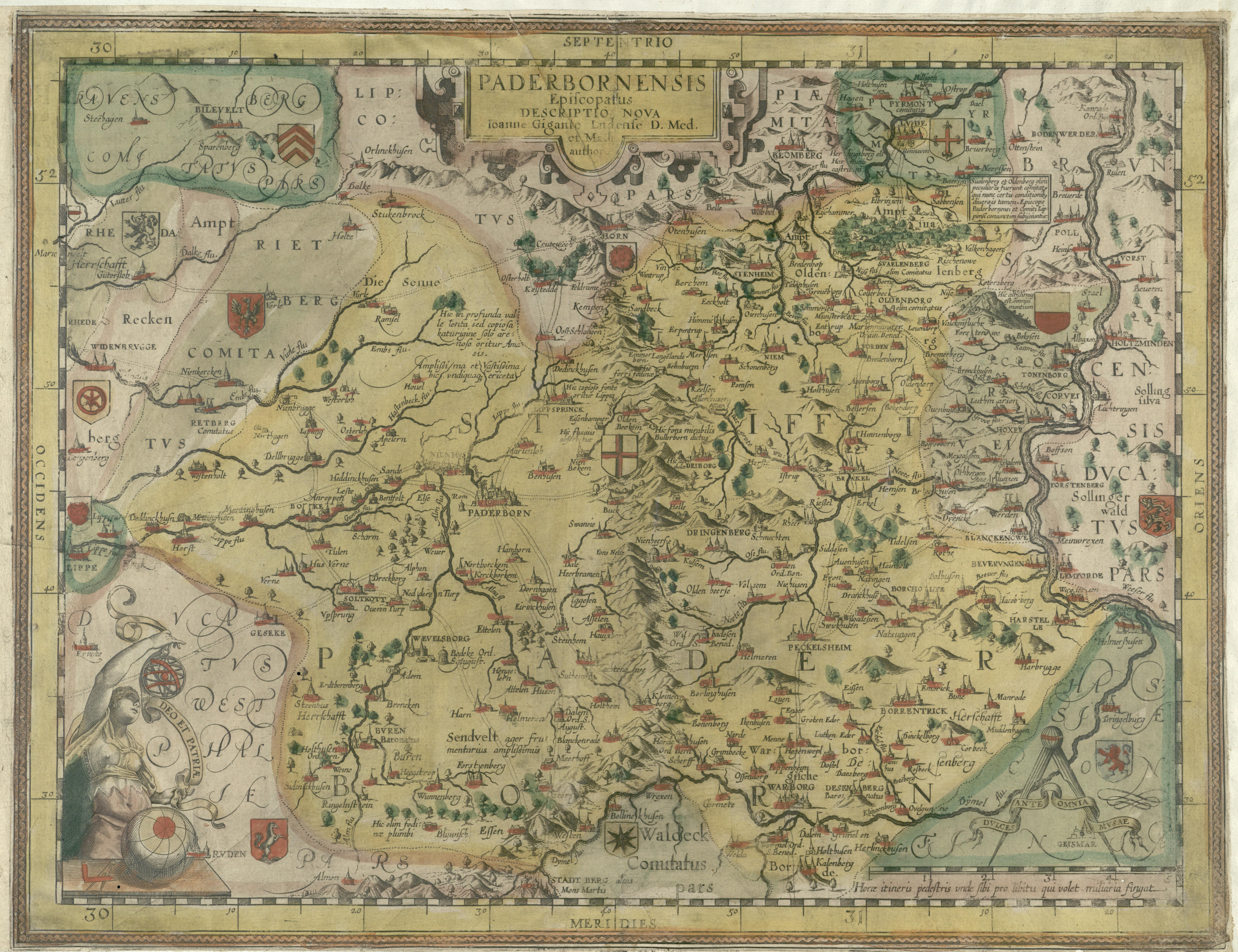
Mappa del principato vescovile nel 1635 circa (Johannes Gigas)

Nel XIV secolo, il conflitto tra Paderborn e Colonia scoppiò di nuovo. L'occasione fu una faida nella famiglia del vescovo di Paderborn, Wilhelm I von Berg. I cittadini della città Paderborn e il padre di William cercarono il sostegno dell'Arcivescovo di Colonia, Friedrich III di Saarwerden (1370-1414). La faida finì in una guerra aperta. Il successore di Friedrich, il vescovo Dietrich III von Moers (1414-1463), cercò l'istituzione di un "super territorium" della Renania-Westfalia sotto la guida di Colonia. La prevista fusione dei territori di Colonia e Paderborn non si concluse a causa della resistenza da parte della città Paderborn. Un altro conflitto violento avvenne nel 1464, in una faida tra il vescovo Simon III d'Assia e Ludwig II dell'Assia Inferiore. Il conflitto si concluse con una tregua nel 1471. La crisi della politica di espansione promossa da Colonia, e i conflitti con Paderborn si accostarono all'epidemie che colpirono il territorio a partire dalla metà del XIV secolo. Nelle cronache dell'epoca vengono descritti gli effetti della grande peste bubbonica proveniente dal Mediterraneo che nel 1348 fece spopolare ampie aree della Westfalia. Oltre alla popolazione contadina e urbana, anche la nobiltà fu enormemente colpita.

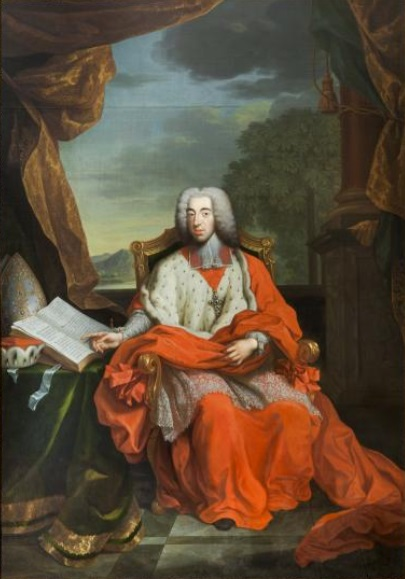
Clemente Augusto di Baviera, principe vescovo e elettore di Colonia.

Le catastrofi epidemiche del XIV e XV secolo si conclusero nel 1500. Il territorio poté gradualmente riprendersi. La supremazia del principe-vescovo fu sensibilmente colpita da una perdita di potere. In particolare, le città di Paderborn e Warburg, e in parte anche Brakel, riuscirono ad emanciparsi contro la regola clericale. Inoltre, le epidemie degli ultimi decenni causarono l'estinzione di gran parte delle famiglie nobili. Le famiglie rimanenti corrispondevano sempre più alla prima tipologia moderna dei proprietari terrieri, che si distaccavano sempre più dal sistema feudale: i contadini, ormai indipendenti, prendevano possesso dei propri terreni, avendo approfittato della morte o della lontananza dei propri signori, liberandosi dagli obblighi feudali; molti di essi si trasferivano invece nelle città, spopolando le campagne. Inoltre fu un periodo di massima espansione e presenza dei monasteri, e degli ordini religiosi come i benedettini e i cistercensi che acquisirono una grande importanza in tutto il territorio vescovile.

#### La Riforma protestante
In un clima di libertà, di sviluppo urbano e riformatorio, anche le comunità religiose del territorio furono influenzate dalle nuove idee di cattolicesimo, più radicale. La Riforma, che ottenne grande successo all'inizio del XVI secolo, prevalse soprattutto nei territori limitrofi del principato. Il Landgraviato d'Assia fu riformato nel 1527, la contea di Lippe nel 1538. Soprattutto, la riforma dei vicini territori del nord fu fatale per il vescovato di Paderborn. Si alternarono periodi di grande riforma e di repressione del protestantesimo, portati avanti da vescovi che accettavano o condannavano la nuova idea di cattolicesimo. Enrico di Sassonia-Lauenburg (1577-85) era un luterano e permise l'adozione della Confessione di Augusta da parte dei suoi sudditi. Nella città di Paderborn rimasero fedeli soltanto la cattedrale e il monastero di Abdinghof.

### La Controriforma e le repressioni
Con l'elezione del vescovo Dietrich von Furstenberg la controriforma e la confessionale cattolica cominciarono ad essere attuate nel principato vescovile, introducendo le riforme del clero rispettando e avvalendosi delle decisioni del Concilio di Trento. Attraverso un monopolio della stampa del principe-vescovo, egli si assicurò che i testi liturgici e gli altri scritti fossero conformi alle norme della denominazione cattolica e agli interessi del sovrano. L'Egida del 1602 doveva imporre il servizio sacramentale in senso cattolico. I sacerdoti dovevano professare il cattolicesimo o rinunciare al loro ministero. Contro i laici, Furstenberg, adoperò una feroce repressione. Per la formazione del clero in senso controriformato e l'applicazione della denominazione cattolica nel suo complesso, il vescovo si affidò principalmente ai gesuiti, fondando un collegio e l'Università di Paderborn.
Successivamente, la città subì un tentativo di rovesciamento, nel 1604, da parte di alcuni ribelli di Paderborn, che avevano cercato accordi e mediazione con la corte vescovile, ma che furono completamente ignorati. Nonostante molte forme di libertà e i diritti fino ad allora ottenuti furono repressi, il governo vescovil di Paderborn non raggiunse completamente una forma assolutista. Sotto il governo di Dietrich von Fürstenberg fu risolta anche una disputa di confine già esistente con il Landgraviato d'Assia-Kassel.

### Dal Settecento alla secolarizzazione

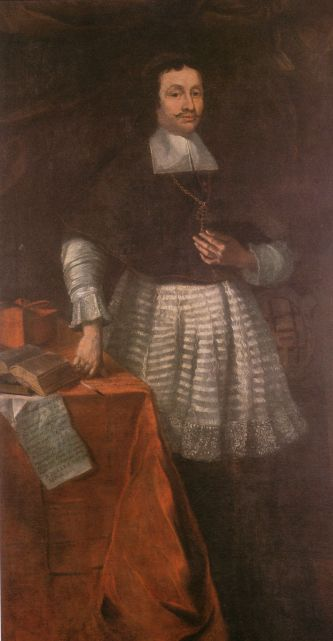
Il principe vescovo Ferdinand von Fürstenberg fu colui che avviò una serie di riforme per ripristinare il benessere del principato.

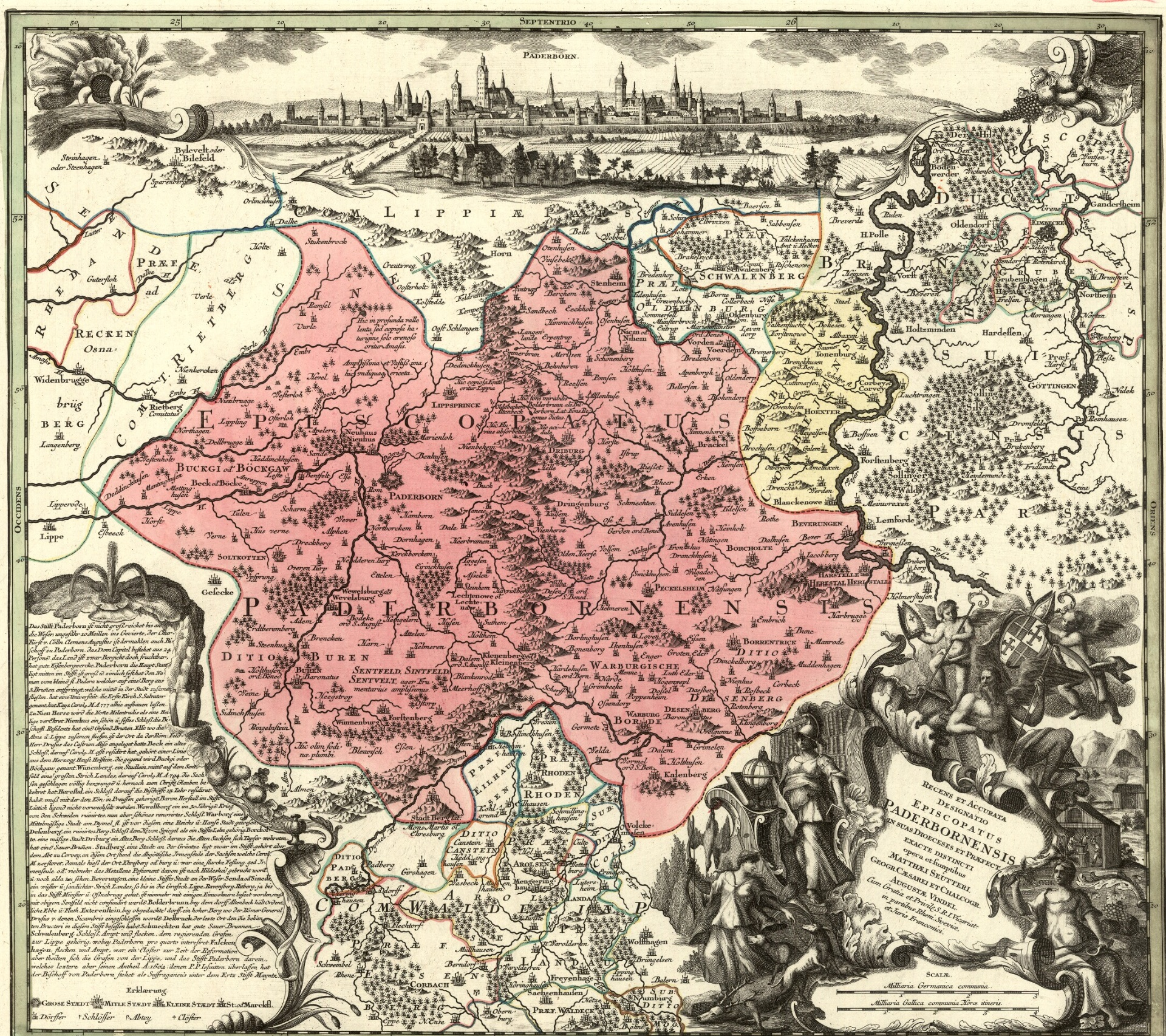
Mappa del principato vescovile disegnata da Matthäus Seutter nel 1750.

Durante la guerra dei trent'anni Paderborn adempì ai suoi obblighi solo all'interno del circolo imperiale del Basso Reno-Vestfalia, schierandosi dalla parte dell'imperatore. Tuttavia, la "guerra perpetua" colpì duramente il paese e la sofferenza per la popolazione fu grande, che subì forti saccheggi.
La ricostruzione dopo la guerra dei trent'anni fu ritardata poiché il principato dovette pagare elevate somme di riparazioni di guerra all'Assia. Col principe-vescovo Ferdinando II von Fürstenberg, fu avviato un ampio programma di ricostruzione in forma barocca che servi a creare opportunità di lavoro. Inoltre, egli promosse riforme interne nel campo del diritto, dell'economia e del sistema scolastico. Conoscendo la debolezza del paese, il vescovo decise di adottare una linea più neutra possibile nei conflitti bellici del suo tempo, sostenendo la Francia, non esponendo il principato a forti conflitti. Di grande importanza fu la sua promozione della scienza e della cultura.
Nel 1719, Clemente Augusto di Baviera venne eletto come nuovo principe vescovo. Tuttavia, a causa della sua giovane età, la direzione spirituale della diocesi fu affidata al decano della cattedrale, mentre l'amministrazione del principato fu affidata ai componenti di un consiglio privato del vescovo. Successivamente Clemente Augusto ottenne l'ordinazione episcopale e la nomina vescovo di Hildesheim e Osnabrück, nonché ad elettore di Colonia.

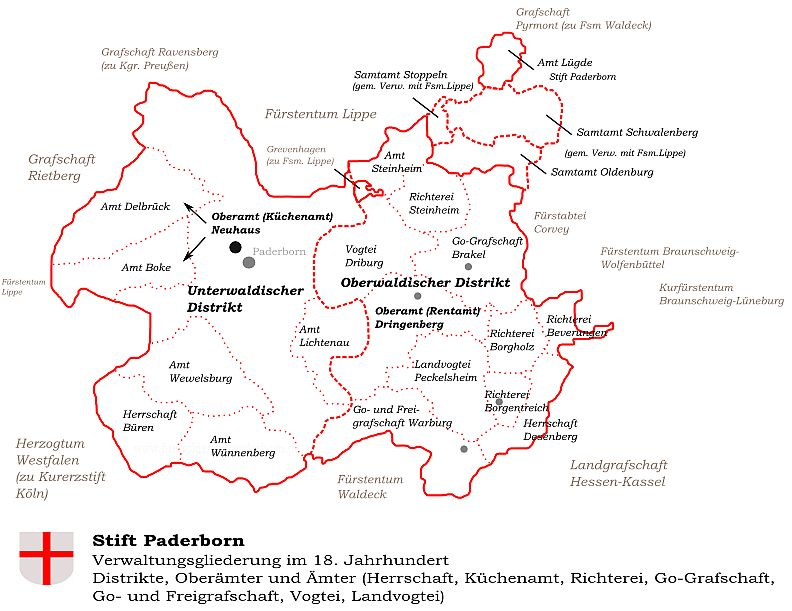
Divisione amministrativa nel XVIII secolo.

Dal 1782 al 1825 la diocesi fu unita in persona episcopi con la diocesi di Hildesheim. Nel 1792 cedette una porzione del suo territorio a vantaggio dell'erezione della diocesi di Corvey, e nel 1794 fu revocata l'esenzione fiscale dal clero e della nobiltà, poiché il principato non poteva sopperire ai debiti provocati dalla guerra dei sette anni, in cui fu direttamente coinvolto. Franz Egon von Fürstenberg (1737-1825) fu l'ultimo principe vescovo di Paderborn, poiché lo stato ecclesiastico venne secolarizzato come tutti gli stati ecclesiastici del Sacro Romano Impero a partire dal 1802. Il territorio fu assegnato al Regno di Prussia, e il 1º agosto 1802 le truppe prussiane, sotto la guida del generale Anton Wilhelm von L'Estocq, occuparono il Principato di Paderborn.
A seguito del congresso di Vienna (1815) e della nascita della Confederazione germanica, la Santa Sede intervenne per ridefinire il territorio della diocesi con la bolla De salute animarum del 16 luglio 1821. Paderborn conservò l'antico territorio, a cui fu annessa la soppressa diocesi di Corvey; il territorio si ampliò ulteriormente con parrocchie che nel Settecento appartenevano alle diocesi confinanti, soprattutto l'arcidiocesi di Colonia, ma anche Osnabrück, Münster e Magonza. Inoltre ai vescovi di Paderborn fu data l'amministrazione sulle parrocchie cattoliche della provincia di Sassonia, che comprendeva, tra le altre, le città di Halberstadt, Halle e Magdeburgo; questo ampio territorio, non contiguo con il precedente per la presenza della diocesi di Hildesheim nel regno di Hannover, fu scorporato dal vicariato apostolico delle Missioni del Nord che fino ad allora era stato governato dallo stesso vescovo di Paderborn.
La diocesi si estendeva nel regno di Prussia, ma comprendeva anche la maggior parte delle parrocchie cattoliche del granducato di Sassonia-Weimar-Eisenach e una parrocchia del principato di Waldeck-Pyrmont. Con la stessa bolla, Paderborn entrò a far parte della provincia ecclesiastica dell'arcidiocesi di Colonia.

## Le influenze sul principato

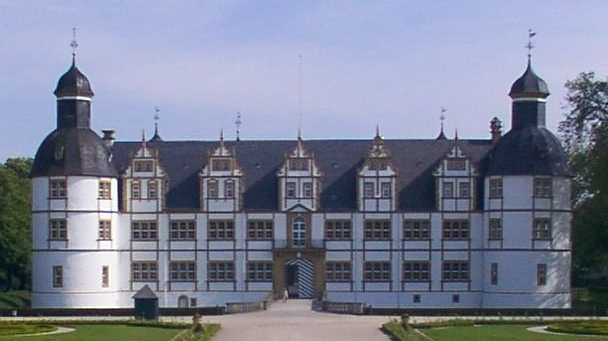
Il Castello di Neuhaus fu dal 1370 al 1802 la residenza dei principi vescovi di Paderborn.

La politica del principato era costantemente influenzata da:
- il capitolo della cattedrale, che costituiva il vero organo governativo, responsabile dell'elezione e dell'approvazione della nomina del vescovo, assumeva anche la gestione amministrativa e la funzione governativa in caso di sede vacante. Nel principato vescovile di Paderborn, il capitolo della cattedrale era costituito da 24 membri, un numero medio rispetto agli altri principati vescovili.
- il cavalierato e la nobiltà, che costituivano l'altro organo, formato in maggior parte da canonici e membri provenienti da famiglie nobili locali, prevalentemente della Vestfalia. Il cavalierato aveva una propria struttura istituzionale con amministrazione finanziaria.
- le città, che avevano ottenuto risalto e importanza, costituivano un elemento fondamentale per il governo del vescovo. In effetti, le fondazioni cittadine costituirono uno strumento importante dei vescovi di Paderborn per rafforzare la sovranità, in particolare nella difesa delle rivendicazioni extraterritoriali.

Il territorio del principato era suddiviso in distretti cittadini, fra cui spiccavano quelli di Pderborn e Neuhaus, la cui gestione era subordinata ad amministratori che facevano capo al vescovo.

## Araldica
Lo stemma del principato vescovile era rappresentato da una croce rossa su sfondo argenteo, usato a partire dal XIII secolo. L'oro e il rosso andarono poi sullo stemma territoriale (croce d'oro su fondo rosso) e rimasero in vigore sino alla secolarizzazione del 1802.

Lo stemma ufficiale originario del principato
Lo stemma della contea di Pyrmont, che adottò la croce di Paderborn nel proprio scudo araldico.
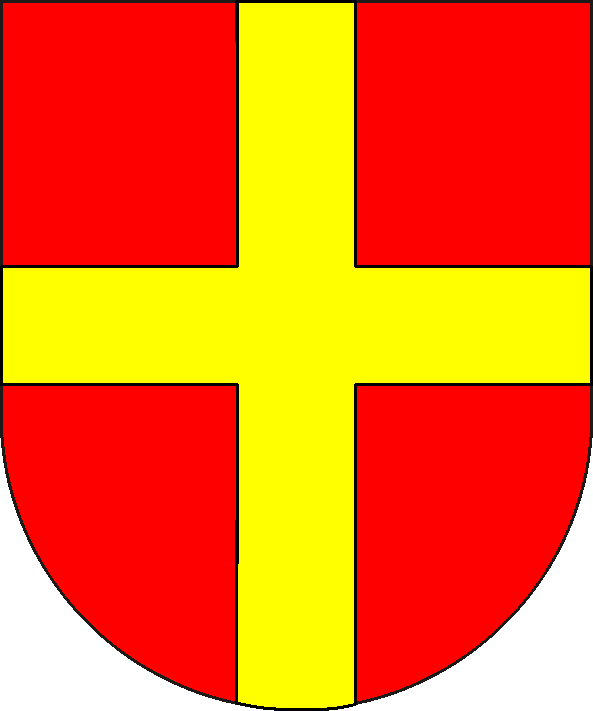
Stemma moderno.